# Kooperativnost (biohemija)
Kooperativnost je fenomen koji manifestuju enzimi ili receptori koji imaju višestruka mesta vezivanja gde se afinitet mesta vezivanja za ligand povećava, pozitivna kooperativnost, ili smanjuje, negativna kooperativnost, nakon vezivanja liganda za jedno od mesta vezivanje. Na primer afinitet hemoglobinova četiri mesta vezivanja za kiseonik se povećava kad se prvi molekul kiseonika veže. Ova pojava se naziva kooperativno vezivanje. Kooperativnost se takođe može videti kod dugolančanih molekula formiranih od velikog broja identičnih (ili skoro identičnih) podjedinica (kao što je DNK, proteini, i fosfolipidi), kad takvi molekuli podležu faznoj transformaciji kao što je topljenje, odvijanje ili odmotavanje. To se naziva podjediničnom kooperativnošću.

## Kooperativno vezivanje
Kad se supstrat veže za jednu enzimatsku podjedinicu, dolazi do stimuilacije i aktivacije ostalih podjedinica. Ligandi mogu bilo da pokazuju nekooperativnost, pozitivnu kooperativnost ili negativnu kooperativnost.
Primer pozitivne kooperativnosti je vezivanje kiseonika za hemoglobin. Jedan molekul kiseonika se može vezati za fero gvožđe molekula hema na svakom od četiri lanca molekula hemoglobina. Dezoksi-hemoglobin ima relativno nizak afinitet za kiseonik, ali kad se jedan molekul veže za jedan od molekula hema, kiseonični afinitet se povećava, omogućavajući drugom molekulu da se laše veže, a trećem i četvrtom još lakše. Kiseonični afinitet 3-oksi-hemoglobina je ~300 puta veći od dezoksi-hemoglobina. Ovo ponašanje daje krivoj afiniteta hemoglobina sigmoidni obliku, umesto hiperboličnog kao kod monomernog mioglobina. Na isti način, sposobnost hemoglobina da izgubi kiseonik se povećava sa smanjanjenjem broja vezanih molekula kiseonika.
Negativna kooperativnost ima suprotan karakter; vezivanjem liganda za protein, afinitet proteina za ligand se smanjuje. Primer ovakve tendencije je relacija između gliceraldehid 3-fosfata i enzima gliceraldehid-3-fosfat dehidrogenaza.
Homotropna kooperativnost se odnosi na situaciju u kojoj je molekul koji uzrokuje kooperativnost onaj koji je njom pogođen. Heterotropna kooperativnos je scenario kad treća supstanca uzrokuje promenu afinita.